# أرتيوموفسكي (مقاطعة إركوتسك)
أرتيوموفسكيي (Артёмовский) هي مدينة في مقاطعة إركوتسك أوبلاست في روسيا.